# Iris Borowy
Iris Borowy (* 14. Dezember 1962 in Essen) ist eine deutsche Historikerin und seit 2016 ordentliche Professorin an der Shanghai-Universität.

## Werdegang
Borowy legte das bilinguale Abitur am Maria-Wächtler-Gymnasium in Essen ab. Sie studierte Zeitgeschichte, Wirtschaftswissenschaften und American Studies an der Universität Tübingen und University of Maryland, College Park USA. Sie erwarb 1989 den M.A. und 1997 an der Universität Rostock den Dr. phil. bei Wolf Gruner. Sie habilitierte sich 2008 an der Universität Rostock über die Geschichte der Weltgesundheitsorganisation zurzeit des Völkerbunds und arbeitete darauf an den Universitäten Rostock, Aachen sowie am Centre Alexandre Koyré in Paris. Ferner hatte sie Lehraufträge an der Leuphana Universität Lüneburg, an der Casa Oswaldo Cruz/FIOCRUZ in Rio de Janeiro, an der Universität Bergen und der Birkbeck University (London).
Sie ist verheiratet und hat zwei Kinder.

## Werk
Ihre Forschungen richten sich auf die Geschichte des internationalen Gesundheitswesens in Verbindung mit der Wirtschaftsgeschichte und der Umweltpolitik internationaler Organisationen. Weiter steht besonders das Konzept von nachhaltiger Entwicklung im Fokus.

## Schriften

### Als Autorin
- Diplomatie als Balanceakt: die Nahostpolitik der Eisenhoweradministration 1953 – 57 im Schatten der Suezkrise. Universität Rostock, Rostock 1998.
- Coming to Terms with World Health. The League of Nations Health Organisation. Peter Lang, Frankfurt am Main/New York, 2009, ISBN 978-3-631-58687-7.[3]
- Uneasy encounters: the politics of medicine and health in China, 1900-1937. Peter Lang, Frankfurt am Main/New York 2009, ISBN 978-3-631-57803-2.
- Defining Sustainable Development for Our Common Future. A history of the World Commission on Environment and Development (Brundtland Commission). Routledge, London 2014, ISBN 978-0-415-82550-4.

### Herausgeberschaften
- Health and Development. In: Iris Borowy und Bernard Harris (Hrsg.): Yearbook for the History of Global Development. Band 2. De Gruyter, Berlin/Boston 2023, ISBN 978-3-11-101558-3, doi:10.1515/9783111015583.
- Hrsg. mit Corinna R. Unger, Nicholas Ferns, Jack Loveridge: Yearbook on the History of Global Development. Band 1: Perspectives on the History of Global Development. DeGruyter Oldenbourg, Berlin/Boston 2022, ISBN 978-3-11-073516-1 (Open Access).
- Hrsg. mit Corinna R. Unger, Corinne A. Pernet: The Routledge handbook on the history of development. Routledge, London/New York 2022, ISBN 978-0-367-36600-1.
- Hrsg. mit Matthias Schmelzer: The History of the Future of Economic Growth: Historical roots of current debates on sustainable degrowth. Routledge, London/New York 2017, ISBN 978-1-138-68580-2 (online).